# اندیس سیلیس خوش تنکه کشت دشت
سیلیس خوش تنکه کشت دشت یک اندیس غیرفلزی است که در حوالی شهر دامغان استان سمنان قرار دارد و مادهٔ معدنی موجود در آن، سیلیس است.  